# Semaeopus isotherma
Semaeopus isotherma är en fjärilsart som beskrevs av Louis Beethoven Prout 1938. Semaeopus isotherma ingår i släktet Semaeopus och familjen mätare. Inga underarter finns listade i Catalogue of Life.